# NGC 3746
NGC 3746 est une vaste galaxie spirale barrée située dans la constellation du Lion. NGC 3746 a été découverte par l'astronome britannique Ralph Copeland en 1874.

## Caractéristiques
La classe de luminosité de NGC 3746 est II et elle présente une large raie HI. Elle présente également un noyau en retrait (RET).

### Distance
Sa vitesse par rapport au fond diffus cosmologique est de 9 338 ± 23 km/s, ce qui correspond à une distance de Hubble de 137,7 ± 9,7 Mpc (∼449 millions d'al).
À ce jour, une mesure non basée sur le décalage vers le rouge (redshift) donne une distance d'environ 37,000 Mpc (∼121 millions d'al). Cette valeur est loin à l'extérieur des valeurs de la distance de Hubble. Cette valeur est incohérente et ne correspond pas du tout à la distance calculée en employant la valeur du décalage vers le rouge. Notons cependant que c'est avec la valeur moyenne des mesures indépendantes, lorsqu'elles existent, que la base de données NASA/IPAC calcule le diamètre d'une galaxie.

## Supernova
Deux supernovas ont été découvertes dans cette galaxie, SN 2002ar et SN 2005ba.

### SN 2002ar
La supernova 2002ar a été découverte par l'astronome W.D Li de l'université de Californie à Berkeley. Il a découvert cette supernova sur des images non filtrées captées les 3 et 4 février 2002. L'objet n'apparait pas sur une autre image prise le 18 janvier de la même année. Cette supernova était de type Ia.

### SN 2005ba
La supernova 2005ba a été découverte par les norgéviens S. Kildahl, A.Danielsen et M. Steine sur des images non filtrées prises avec un télescope Celestron de 14 pouces de diamètre le 1er avril 2005. Cet objet n'était pas sur une image prise le 12 décembre 2004 par un des télescopes des observatoires Tenagra. Cette supernova était de type II.

## Septette de Copeland
NGC 3746 fait partie du septette de Copeland, sept galaxies découvertes par Copeland en 1874. Les six autres membres de ce groupe de galaxies sont NGC 3745, NGC 3748, NGC 3750, NGC 3751, NGC 3753 et NGC 3754.

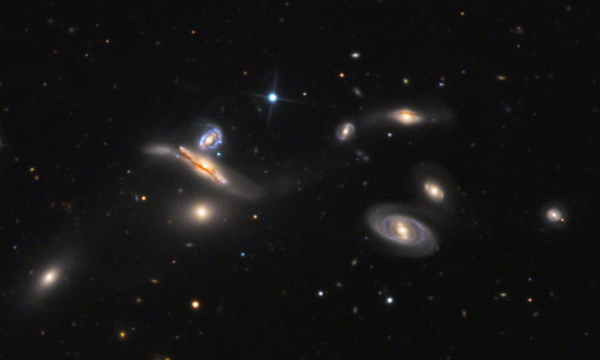
Les galaxies du septette de Copeland par Adam Block (Observatoire du mont Lemmon/Université de l'Arizona).

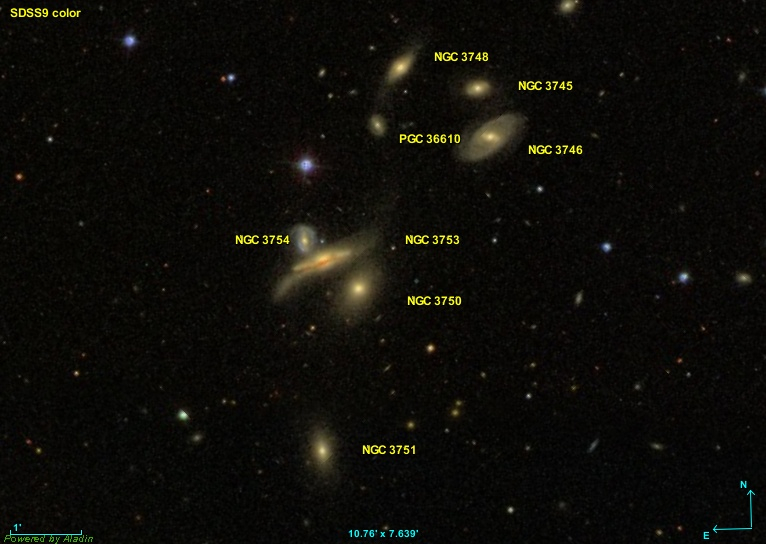
Les galaxies du groupe Arp 320. PGC 36010 s'ajoute au 7 galaxies du septette de Copeland.

Halton Arp a aussi remarqué les sept galaxies de ce groupe dans un article publié en 1966. Le groupe est désigné comme Arp 320 et Arp leur a toutefois ajouté la galaxie PGC 36010.
Ce groupe a aussi fait l'objet d'une observation par Paul Hickson et il l'a inclus dans un article publié en 1982. Il est donc aussi connu sous le nom de groupe compact de Hickson 57. NGC 3746 y est désigné comme HCG 57B.